# Conference of the Parties
Een Conference of the Parties (COP; Frans: Conférence des Parties, CP) is de algemene, besluitvormende vergadering van alle partijen van een internationale conventie.  Conventies met een dergelijke "COP" zijn onder meer:
- United Nations Framework Convention on Climate Change, het Klimaatverdrag, met inbegrip van het Kyoto-protocol en het Akkoord van Parijs
- United Nations Convention to Combat Desertification, het verdrag tegen de woestijnvorming
- United Nations Convention against Corruption, de Conventie tegen corruptie
- Convention on the Conservation of Migratory Species of Wild Animals, de Conventie van Bonn ter bescherming van migrerende diersoorten
- Convention on International Trade in Endangered Species of Wild Fauna and Flora of CITES, de conventie inzake internationale handel in bedreigde soorten
- Convention on Biological Diversity, het Biodiversiteitsverdrag
- de Conventie van Ramsar, de Overeenkomst inzake watergebieden van internationale betekenis
- de Conventie van Bazel over het internationaal transport van gevaarlijke afvalstoffen
- het Verdrag van Rotterdam over de internationale verhandeling van gevaarlijke chemische stoffen
- Verdrag van Stockholm inzake persistente organische verontreinigende stoffen
- het Non-proliferatieverdrag over kernwapens
- het Verdrag chemische wapens
- het WHO Framework Convention on Tobacco Control, in lijn met de Werelddag zonder tabak